# J

نحوه رسم J (جِی بزرگ) و j (جِی کوچک)

J یا "j"دهمین حرف از حروف الفبای لاتین است. نام انگلیسی آن «جِی» اَست.

## در نگارش فارسی
این حرف معادل حروف «ج» و گاهی مواقع «ژ» در الفبای فارسی می‌باشد.

## زبان انگلیسی
در زبان انگلیسی حرف J هم‌آوا با واژه Jay به معنی "زاغ" است. بدین ترتیب حرف J و Jay یکسان تلفظ می‌شوند.